# Český nacionalismus

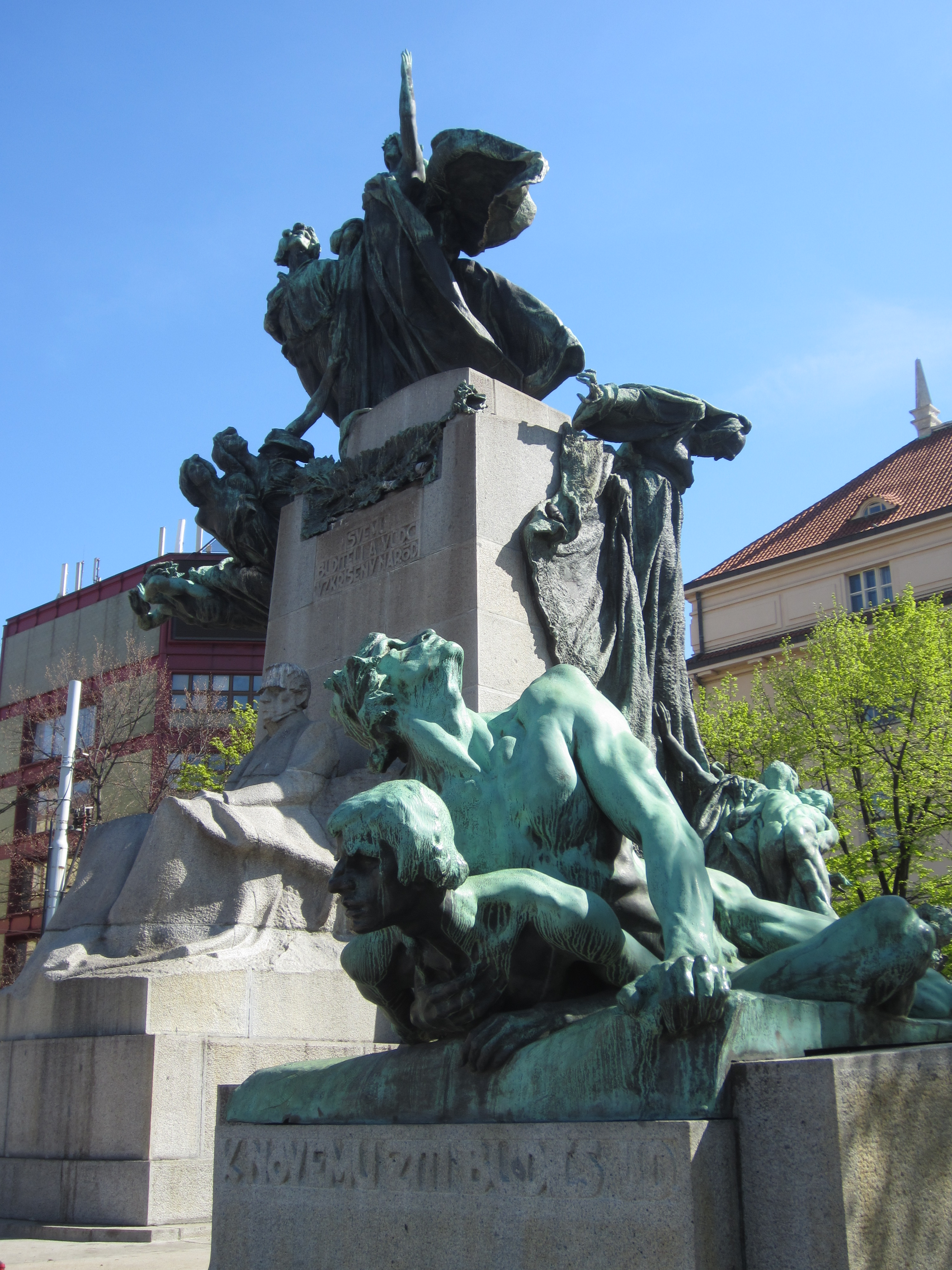
Pražský pomník Františka Palackého, přezdívaného Otec národa, považovaného za otce českého nacionalismu

Český nacionalismus je forma nacionalismu, která tvrdí, že Češi jsou národ a prosazuje českou národně-kulturní jednotu. Moderní český nacionalismus vznikal v 19. století v rámci českého národního obrození, především jakožto opozice vůči germánské kulturní dominanci v Habsburské monarchii, a tvořil také důležitou úlohu při vzniku Československa. Po roce 1989 je spojen především s radikálnějším pravicovým křídlem českého společenského spektra.

## Dějiny

### Protonacionalismus
Přestože dnešní pojetí národa a nacionalismu se i v českých zemích vytvářelo až v novověku, lze některé rysy nalézt již od středověku, zejména ve vymezování se Čechů vůči Němcům. Za jeden z raných příkladů bývá považováno shromáždění českých velmožů proti německému nepříteli před bitvou u Chlumce roku 1126. Výrazněji je tato tendence patrná v postojích neznámého pisatele Dalimilovy kroniky z počátku 14. století. Národní rysy nabralo i období husitství. V následujícím období nad nacionalistickými tendencemi převládaly zájmy stavovské a konfesijní, nacionální charakter tak nemělo např. ani české stavovské povstání. V době pobělohorské došlo k centralizaci habsburské monarchie a s tím k poklesu významu českých elit a českého jazyka.
Na konci 19. století a začátku 20. století v české společnosti proběhl spor o definici novodobého nacionalismu. Historik Josef Pekař zastával názor, že nacionalismus není jen novodobá idea, ale je tendencí českého národa v kritických chvílích, projevující se od počátku známých českých dějin minimálně od 9. století. Moderní nacionalismus vnímal pouze jako pokračování této dějinné reality. Proti tomu profesor Tomáš Garrigue Masaryk zastával názor, že moderní idea nacionalismu nesmí být vnášena do minulosti a je čistě moderní záležitostí od 19. století. Pekařův postoj poté převzala Gollova škola, jedna ze stran historiků v tehdejší polemice sporu o smysl českých dějin. Ačkoliv Pekař po první světové válce svůj postoj zrevidoval, v rámci Gollovy školy zůstal jeho původní názor značně rozšířen.

### Nástup nacionalismu
Raný nacionalismus vzniká v evropských společnostech od konce 18. a počátku 19. století spolu s nastupující érou romantismu. Zavádění a formování pojmu nacionalismus v českých zemích můžeme sledovat v časech českého národního obrození, které se kulturně a následně i politicky vymezovalo proti podřízenosti Habsburské monarchii a související germanizaci. Tento trend s sebou nesl určité znaky, kterými se vyznačovala počáteční forma fenoménu nacionalismu jako takového. V letech národního obrození byla brána jednota národa jako etnografický společenský prvek – biologický základ národa. K tomuto pojmu také příslušela půda, jelikož s ní byly spojovány dějinné představy národa i osobní zážitky. Proto tedy měla vyšší než hmotnou hodnotu – byla vlastí. Další důležitou složkou byla pro obrozence také řeč. Díky ní byla zprostředkována jazyková jednota a jednota kulturní. Tento proces sloužil následně pro formování dalších generací, přičemž mateřská řeč a její znalost určovala stupeň vlastenectví. Státnost, v tomto případě budoucí česká státnost, jež je mnohdy nesprávně chápána jako projev nacionalismu, se v té době teprve formovala. Náboženské vlivy zasahovaly do vzniku nacionalismu v českých zemích jen okrajově, jelikož neurčovaly jeho zaměření, ale spíše postulovaly tzv. nadpřirozené oprávnění národa.

### Po roce 1848
V roce 1848 se stal český nacionalismus důležitým politickým činitelem při revolučních událostech v Rakouském císařství v letech 1848 a 1849, především díky činnosti staročeské strany v čele s politikem a historikem Františkem Palackým. V červnu 1848 se v Praze konal Slovanský sjezd, jehož pořádáním manifestovali čeští aktivisté příslušnost Čechů ke slovanským národům. Jakožto faktický doklad o existenci českého národa Palacký vytvořil několikadílné historiografické dílo Dějiny národu českého v Čechách a v Moravě, obsáhlé pojednání o českých dějinách do roku 1526, tedy do nástupu Habsburků na český trůn. Jakožto ústřední motiv českých dějin zde Palacký akcentuje husitství. Díky svým zásluhám o samotnou definici českého národa si vysloužil přezdívku Otec národa. V první a především pak druhé polovině 19. století pak dochází ke vzniku řady institucí vzniklých z konceptu národa (Národní divadlo, Tělovýchovná jednota Sokol apod.).
Politicky pak od roku 1848 se střídavou intenzitou docházelo ze stran českých nacionalistů k opakovaným snahám o větší uznání ze strany rakouské, později pak rakousko-uherské vlády. Zejména pak proces rakousko-uherského vyrovnání roku 1867 přinesl pro Čechy značné politické zklamání, které pak mj. vyústilo v několik období politiky tzv. pasivní rezistence. Výrazně národní charaktery měly rovněž tzv. tábory lidu, protestní lidová shromáždění, konaná od roku 1868 povětšinou na vrcholech kopců, kde byly v rámci projevů mluvčích akcentovány též české nacionalistické a protirakouské postoje.

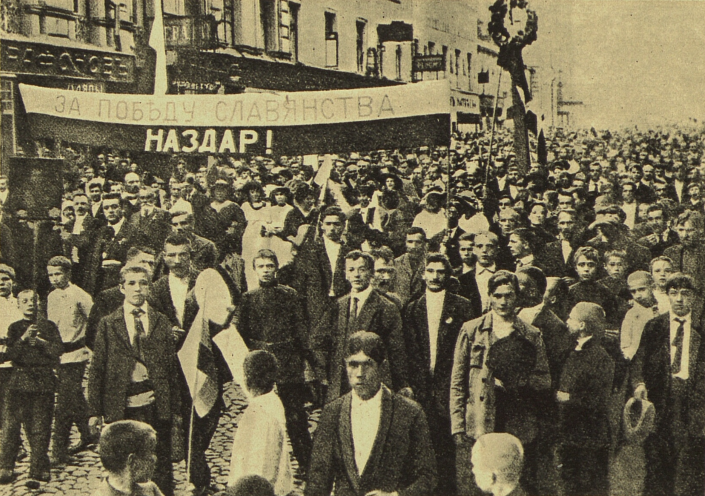
Protirakouská manifestace v Rusku žijících Čechů a Slováků v Tverské ulici v Moskvě, srpen 1914

### První světová válka
Vypuknutí první světové války spatřovala část českých nacionalistických politiků, jako např. předseda mladočeské strany Karel Kramář, Alois Rašín či Tomáš Garrigue Masaryk, jakožto příležitost k vytvoření národního státu. T. G. Masaryk či Edvard Beneš odcestovali z vlasti, aby za tuto myšlenku pracovali v zahraničí, Kramář, Rašín a další, především v rámci tajné organizace Maffie, pak prováděli protirakouskou činnost v českých zemích (Kramář, Rašín a někteří další byli taktéž vězněni). Namísto vytvoření samostatného českého státu byl však jeho vznik připravován v duchu tzv. čechoslovakismu, tedy umělého konstruktu československého národa a myšlenky jednotného státu zahrnujícího také Slovensko a Podkarpatskou Rus. V bojujících armádách sil Dohody se během války vytvořily jednotky tzv. československých legií, následně ideologicky plnící roli národního vojska.

### Československo
Po roce 1918 a vzniku Československa přijala naprostá většina českých politiků a společnosti koncept čechoslovakismu, ve 20. a 30. letech 20. století byl pak tento narativ ve společnosti úspěšně budován a rozvíjen v rámci budování nového nezávislého státu. Jako příklad nacionalistických stran a spolků období tzv. první republiky lze uvést Československou národní demokracii, některé studentské nacionalistické spolky či intelektuální revue Národní Myšlenka. Vznikaly však také radikálnější nacionalistické, či přímo fašistické, organizace: Národní obec fašistická, reprezentovaná zpočátku gen. Radolou Gajdou, nebo hnutí Vlajka.
Nacionalistické nálady byly ve 30. letech 20. století vybuzeny politickou agresivitou Nacistického Německa, eskalující nejprve v zábor Sudet po Mnichovské dohodě na podzim 1938. Po začátku okupace českých zemí Německem v březnu 1939, odtržení Slovenska v podobě samostatného fašistického Slovenského štátu a vytvoření Protektorátu Čechy a Morava byl koncept čechoslovakismu značně narušen, na základě jeho ideologickém odkazu pak vznikla značná část čs. protifašistického odboje. Naopak např. část představitelů Vlajky se rozhodla kolaborovat s okupační mocí, přičemž velká část původních členů z hnutí vystoupila. Za výrazný dobový akt domácího nacionalismu lze považovat také exhumaci ostatků Karla Hynka Máchy ze hřbitova v Litoměřicích a manifestační přenesení na Vyšehradský hřbitov v Praze v květnu 1939 či demonstrace 17. listopadu 1939, v dalších letech byly pak obdobné veřejné projevy národního cítění německou okupační správou zakázány.

### Po roce 1945
Po skončení války a osvobození Československa eskalovaly projevy opětovně posíleného českého nacionalismu v podobě řady excesů proti Němcům, českým Němcům či českým kolaborantům, včetně bezprostředního poválečného násilí či samotného fenoménu odsunu českých Němců ze země v letech 1945 až 1948.
Po komunistickém převratu v únoru 1948 a nastolení komunistického režimu v ČSR obecně došlo k utlumení nacionalistických tendencí v duchu ideologií internacionalismu, který je vůči nacionalismu kontradikční, a komunismu, včetně oficiálního zákazu řady politických stran či organizací s nacionalistickým programem (ČSNS, Sokol atd.). Nacionalistické, především pak protisovětské, tendence byly opětovně posíleny po invazi vojsk Varšavské smlouvy do ČSSR v srpnu 1968, projevené nenásilnými protesty v letech 1968 a 1969. Soustavně také docházelo k dílčím vnitrostátním sporům posíleným mj. slovenskými nacionalistickými aspiracemi i českým ekonomickým nacionalismem, který vycházel z představy, že Česko de facto dotuje hospodářsky méně rozvinuté Slovensko. Roku 1969 byly tak v rámci jednotné ČSSR vytvořeny Česká a Slovenská socialistická republika.
K vzájemnému národnostnímu vymezování dílčím způsobem docházelo i během pádu komunismu v zemi, během tzv. Sametové revoluce. Po vzniku protopolitického subjektu Občanské fórum, reprezentovaného především Václavem Havlem a zastupující demonstrující veřejnost, nebyla založena jeho pobočka v Bratislavě, kde se zformovalo sdružení Verejnosť proti nasiliu. Následná transformace Československa na liberální tržní ekonomiku v letech 1990 až 1992 pak přinesla další spory mezi Čechy a Slováky o další podobu československé federace. Země byla 1. ledna 1993 rozdělena na Českou a Slovenskou republiku.

### Česká republika
S příchodem svobodného společenského a politického prostředí po roce 1989 se objevilo několik politických subjektů s výraznými nacionalistickými tendencemi a tíhnoucí k pravicovému extrémismu. V první polovině 90. let bylo nejvýraznějším Sdružení pro republiku – Republikánská strana Československa, v čele s Miroslavem Sládkem. Někteří jeho členové, včetně samotného Sládka, následně čelili trestním oznámením i zatčením za poděcování nenávisti, především vůči české romské menšině. Došlo také k vzniku nových nacionalistických či neonacistických hnutí, které postupně vytvořily jistou subkulturu. Dochází rovněž k zachycování nacionalistických motivů v populární hudbě a vzniku vymezujících se hudebních skupin: asi největšího ohlasu dosáhla v 90. letech hudební skupina Orlík Daniela Landy a Davida Matáska.
Po roce 2000 se k radikálním nacionalistickým politickým subjektům řadily Národní strana a Dělnická strana. Ta byla založena roku 2002, roku 2010 pak soudně rozpuštěná a téhož roku opětovně vzniklá pod názvem Dělnická strana sociální spravedlnosti. K výraznějším případům projevů českého nacionalismu, opět proti romské menšině, došlo mj. během rasových nepokojů ve Šluknovském výběžku roku 2011 či na českobudějovickém sídlišti Máj roku 2013. Vedle xenofobie se terčem radikálních českých nacionalistů stala také Evropská unie, jejíž myšlenka podle národoveckého uvažování ohrožuje národní suverenitu států, některé legislativní body, které jsou z gesce unie zapracovávány do českého právního systému, a také proces přijetí eura v Česku. Řadu těchto postojů, zejména v ekonomických otázkách, svého času hájil a hájí také Václav Klaus, prezident republiky v letech 2003 až 2013, částečně pak, zejména v případě migrace, jeho následovník Miloš Zeman.
K vzestupu nacionalismu v české společnosti přispěla také evropská migrační krize, rozvíjející se od roku 2015, opětovně ruská agrese na Ukrajině, trvající od roku 2022, přesněji pak s ní spojená migrační vlna Ukrajinců do Česka či otázka české vojenské podpory Ukrajiny v boji proti Rusku. Značná část radikálního nacionalistického křídla se rovněž pohybuje v dezinformačních strukturách a skupinách.

## Seznam českých nacionalistických politických stran

### Nacionalistické strany nebo strany s nacionalistickými frakcemi v ČR (2024)

#### Pravé křídlo
- ANO 2011
- Svoboda a přímá demokracie
- Přísaha občanské hnutí
- Trikolora
- Občanská demokratická strana
- Svobodní
- PRO Právo Respekt Odbornost
- Motoristé sobě
- Národní demokracie

#### Levé křídlo
- Stačilo!
- Komunistická strana Čech a Moravy
- ČSSD – Česká suverenita sociální demokracie
- Česká strana národně sociální